# Turebylille
Turebylille er en herregård udskilt fra Turebyholm i slutningen af det 18. århundrede. Turebylille er nu avlsgård under Bregentved Gods. Gården ligger ca. 200 meter øst for Sekundærrute 151 (landevejen København-Vordingborg) i Tureby Sogn i Faxe Kommune.
Turebylille er på 293 hektar.
En vindmøllepark  med fem vindmøller blev i begyndelsen af 2010'erne foreslået på arealerne omkring Turebylille og Turebyholm.
Vindmølleparken åbnede i december 2016. Godset opførte Danmarks første større solcelleanlæg uden statsstøtte i 2018, i området mellem landevejen og Sydmotorvejen, vest for møllerne.

## Ejere af Turebylille
- (1770-1792) Adam Gottlob Joachimsen lensgreve Moltke
- (1792-1818) Joachim Godske Adamsen lensgreve Moltke
- (1818-1864) August Adam Wilhelm Joachimsen lensgreve Moltke
- (1864-1875) Frederik Georg Julius Augustsen lensgreve Moltke
- (1875-1936) Frederik Christian Frederiksen lensgreve Moltke
- (1936-1948) Christian Frederik Gustav Hemmingsen lensgreve Moltke
- (1948-1989) Hans Hemming Joachim Christian Christiansen lensgreve Moltke
- (1989-) Christian Georg Peter Hansen greve Moltke